# Kanch
Der Kanch, nach verschiedenen anderer Autoren auch die Kaneh in der Schreibweise und als Klafter bestimmt war ein hebräisches Längenmaß. Das Maß würde heute der Rute entsprechen. Die entsprechenden metrische Maße sind in den Artikeln der Einzelmaße der Maßkette zu entnehmen.
- 1 Kanch = 6 Amah/Ammah/Gomed (Ellen) = 12 Zereth (Spanne) = 36 Tephach (Palme)= 144 Ezbesh/Etzba/Ezbah (Finger) etwa 2,966 Meter
- 333 1/3 Kanch = 2 Gibrath = 1 Sabbatweg (hebräisch.)
- 1 Kanch = 3 Pesia (Schritt)
- 1 Kanch = 9 Seraim (Fuß)
- 1 Kanch = 72 Sithah (Doppelzoll)
- 1 Kanch = 144 Ezbah (Zoll)